# Двигун Ford EcoBoost

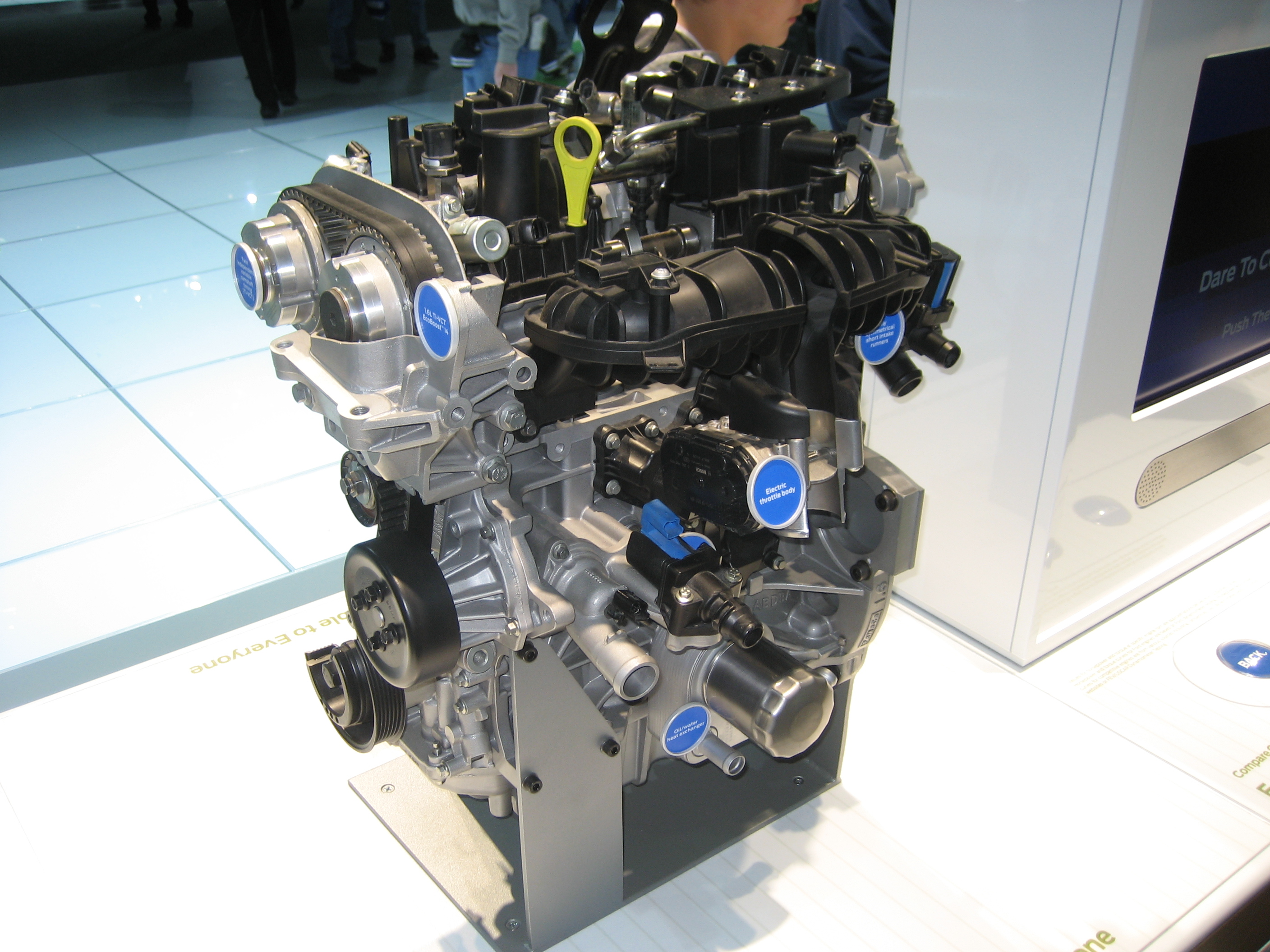
Двигун Ford Ecoboost 1,6 л

EcoBoost — двигун що випускається компанією Ford.

## Найкраща розробка компанії Ford
Новий EcoBoost 1,0л вважається найкращою розробкою компанії Ford в створенні сучасних, потужних, екологічних і при цьому економних двигунів. Саме завдяки цьому компанія і вирвалася вперед серед інших автомобільних гігантів зі своїми новаторськими і технологічними новинками. Більшість експертів корпорації підтверджують всю неймовірність роботи цього винаходу. Звичайно, він вважається одним із найбільш вагомих в компанії завдяки малим габаритам та надзвичайно малим викидам вуглекислого газу, а також високій потужності — саме ці фактори інженери компанії приймали до уваги, як одні із найвагоміших для створення ідеального двигуна. І, як показують результати тест-драйвів, їм це вдалося. Важливість такого відкриття виводить сучасне автомобілебудування на якісно новий рівень. Двигун EcoBoost 1,0л здобув масу нагород, його встановлюють на різні види автомобілів - від легкових до болідів Формули 1. 
Після того, як компанія представила його ще в 2010 році, британський завод в Брідженді працює у три зміни, щоб задовольнити високий рівень продажів цього винаходу. Спочатку цей унікальний мотор був поставлений на звичайних моделях Focus, Mondeo і Grand C-Max, S-Max, а також Galaxy. Цього року оновлений і легший мотор поставили і на хіт сезону — Ford Kuga. Британський завод не так давно відсвяткував випуск п'ятдесятитисячної моделі двигуна, а для автомобільної індустрії, навіть з її нинішніми швидкими темпами розвитку, за настільки короткий час — це неймовірний результат.

## Чотири різні варіації моторів
Окрім варіанту в 1,0 літри були створені також варіанти у 1,6, 2,0, 3,5л — може видатися, що такої кількості замало на всю гамму світових автомобілів, та все ж це не так. Адже при необхідності можна використовувати функцію турбонадуву.
Варіант двигуна з довгим ходом (діаметр такого циліндра становить 71,9 мм, а стандартний хід поршня відповідає 82,0 мм) має доволі значний крутний момент, доходячи до 1400 об / хв. Так, до прикладу, у трьохциліндровому двигуні надзвичайно добре врівноважені перший і другий розряди інерційних сил: у них відбувається взаємна компенсація за рахунок того, що кривошипні вали розгортаються під кутом у 120º, — зате виникають негативні моменти від довготривалої дії таких сил. Цю дію, як правило, пригнічують за допомогою зміни у балансуванні валу, що обертається з тією ж швидкістю, що і колінчастий, але в протилежний бік. Інженери і технологи компанії стверджують, що впоралися без балансувального валу, правильно розрахувавши формулу і вагу поршневої групи, а також противаги колінчастого валу.
видео з описом двигуна [Архівовано 2 жовтня 2016 у Wayback Machine.]

## Основні характеристики
Слід завважити, що цей двигун такий маленький, що його легко можна вмістити на аркуші А4 формату. І це реальний його розмір. Доволі часто бувають ситуації, коли розробники намагаючись виділити свій продукт, прикрашають реальність, так ось в даній ситуації нема чого прикрашати. Справжній габаритний повний двигун EcoBoost 1,0л справді можна легко вмістити на звичайному листку паперу стандартного розміру. Цей мотор використовує низько-інерційну турбіну, що забезпечує високий рівень потужності на низьких обертах. При цьому потужність двигуна не змінюється навіть, коли автомобіль доходить до 4800 об/хв.
EcoBoost 1,0 л на Focus має динамічні характеристики на рівні дизельного двигуна завдяки стабільному крутному моменту 170 Нм в діапазоні 1400-4500 об/хв.
Інновації цього двигуна також включають в себе колектор, що інтегрований в голівку блоку циліндрів. Він знижує температуру викидів СО2, що в результаті оптимізує співвідношення паливо-повітря в більш широкому діапазоні обертів. Крім цього унікальний сталевий блок нагріває мотор ще швидше, ніж звичайний конвенційний алюмінієвий блок, що на п'ятдесят відсотків зменшує кількість необхідної енергії для нагрівання. Завдяки цьому відбувається значна економія палива. Ангренажний ремінь повністю занурений у масло для кращої і тихішої роботи двигуна. Для якісного балансування конфігурації двигуна було використано методику «розбалансованого» маховика і шайби балансу замість стандартного для інших типів моторів балансувального валика, котрий використовує багато енергії. Як для настільки «мініатюрного двигуна», EcoBoost з легкістю забезпечує надзвичайно високу потужність у цілих 150к.с, при цьому, маючи 6-швидіксну механічну трансмісію та двигун у 180к.с. з 6-ступеневою АКП, що видає максимальну тягу у 240Нм
Незважаючи на те, що двигун дуже маленький, адже робочий об'єм двигуна 1,0 л, він легко забезпечує високі динамічні характеристики цієї марки. Автомобіль має здатність розганятися від 0 до 100км/год. за 7,9 секунди, при цьому він може розвивати швидкість до 222 км/год, а використовувати лише 6 л/100 км. При випробування відбувся змішаний цикл різного роду тестів, що підтвердив якість цього мотора, а також високий рівень роботи системи Auto-Start-Stop, яку в результаті почали встановлювати на всі автомобілі, на яких стоїть мотор EcoBoost 1,0л. Важливим фактором в легкості і функціональності цього двигуна є також передова система управління, котра здійснює моніторинг всієї системи регулювання фаз розподілу газу Ti-VCT, турбонадуву, електронного управління нахилу заслінки, моменту запалювання, а також тиску, що відбувається в паливних форсунках, правильної подачі палива, датчиків детонації. І всі ці функції система виконує з неймовірною швидкістю в мільйон раз за секунду.
Якщо ж прийняти на віру усе, що стверджують пресс-релізи, то у сучасному світі немає характеристик двигуна, важливіших ніж витрата палива і шкідливі викиди. Так, найбільш неприємним моментом, беручи до уваги вищевказані характеристики, є робота холодного двигуна, ефективність якого нижче, ніж прогрітого, приблизно на 10-12%. EcoBoost 1,0 має унікальні роздільні контури охолодження для циліндрів, що в результаті може прискорювати прогрів, а втрати знижуються до 7%.
Популярність конфігурацій автомобілів, до складу яких входила ця модель мотора, досягла рекордних рівнів продажів. Двигун має надзвичайно низький рівень викидів СО2. Настільки низький їх рівень отриманий шляхом введення технологічної інновації у вигляді Ford Auto-Start-Stop і Active Grille Shutter.
Цей двигун забезпечив власників автомобілів великою кількістю можливостей, які були притаманні лише дизельним двигунам. Сюди з легкістю можна віднести доволі солідний крутний момент на низькій частоті оборотів мотора і занижений рівень викидів СО2, разом з тим двигун зберігає потужності і фінансові моменти бензинового мотора.
EcoBoost увібрав у себе лише найкраще від різноманітних видів моторів, що забезпечило його якість і потужність. Численні випробування лише в черговий раз підтвердили, що такий двигун буде працювати на повну потужність і зменшить ризик будь-яких неполадок до мінімуму. При правильному використанні, достатньому догляді і постійних техоглядах такий мотор може працювати десятиліття, без перебільшення.

## Нагороди та призи
Технологи компанії у створенні цього двигуна намагалися досягти практичності, економічності, потужності, безшумності — все це їм вдалося вмістити у цей двигун, що отримав схвалення 76 експертів і автомобільних журналістів з 35 країн.
Сам мотор отримав титул Best Engine та Sub-1-Litre 2012, 2013 International Engine of the Year, . За всю тринадцятирічну історію цього конкурсу він вже вчетверте отримує найвищий результат, і вже вдруге разом із компанією Ford (номінації 2012 та 2013 року). Це ще раз підтвердило, що довгі роки потрачені на розробки, експерименти і невдалі спроби, не пройшли марно. А цей мотор стає однією із найпопулярніших розробок в цьому десятилітті.
Окрім нагороди "Найкращий двигун року", про яку ми вже згадували, він також переміг у декількох інших не менш значущих міжнародних конкурсах. А саме: 
- Paul Pietsch Award 2013 - цю нагороду призначає відомий німецький журнал Auto Motor und Sport Best Cars Awards, а отримують її лише найвизначніші інноваційні і технологічні досягнення у світі автомобілебдування;
- Dewar Trophy from the Royal Automobile Club in Great Britain [Архівовано 31 травня 2013 у Wayback Machine.] - цю нагороду вручають ось уже 24 роки, і вибирає її журі із 30 провідних журналістів та редакторів автомобільних видань зі всього світу;

- Breakthrough Award from Popular Mechanics magazine in the U.S.  [Архівовано 28 травня 2013 у Wayback Machine.] - приз Дьюара отримують видатні британські технічні досягнення в автомобільній сфері (у попередні роки цей приз отримали такі гіганти автомобілебудування, як Mercedes-Benz High Performance Engines і Jaguar Cars).

## Висновок
Незалежно від того, автомобіль з яким із чотирьох представлених варіантів двигуна вибрати, всі вони підтвердять якість і потужність, що були так високо оцінені. Така кількість суддів не може помилятися. Саме тому компанія Ford очевидно ще довгий період часу буде збирати нагороди і призи численних конкурсів своїм EcoBoost. Важливість такого мотора — саме в його перехідному моменті. Адже це перші кроки до створення цілком нового покоління мінімальних у габаритному співвідношенні моторів, що будуть віддавати максимальну потужність при мінімальних шкідливих викидах у зовнішнє середовище. Саме цього результату домагалися більшість інженерів, але отримали її саме працівники корпорації Ford. Так під час проведено тест драйву у Нюрбургрингу результат вразив усіх — 7 хвилин 22 секунди, за який автомобіль з цим двигуном пройшов трасу. Це швидше ніж Ferrari Enzo I Lamborghini Aventador. А це справді визначні автомобілі, у своєму швидкісному діапазоні їм просто немає рівних — однак тепер є.